# Paul Jacob Förtsch
Paul Jacob Förtsch (* 17. November 1722 in Großenhain; † 30. November 1801 in Harburg) war ein deutscher lutherischer Theologe und Generalsuperintendent der Generaldiözesen Göttingen und Harburg.

## Leben
Förtsch war Professor der Theologie und Universitätsprediger in Göttingen. 1764 wurde er erster Pastor an der St.-Johannis-Kirche in Göttingen, 1767 auch Generalsuperintendent der dortigen Generaldiözese. 1773 wurde er erster Pastor an der Dreifaltigkeitskirche in Harburg und Generalsuperintendent der Generaldiözese Harburg.

## Werke
- Historiam Concilii Oecumenici II. Constantinopolitani , Leipzig 1744.(Digitalisat von Google Bücher)
- Lectiones exegetico-homileticas in pericopas evangelicas hoc semestri habendas indicit ..., Göttingen 1754. (Digitalisat von Google Bücher)
- Sammlung von Predigten. Mit einer Vorrede Sr. Hochw. Magnificenz des Herrn Cantzlers von Mosheim, darinnen von der Kanzelsprache gehandelt wird, Hannover 1754.
- De coniungendo cum theologia philosophiae studio oratio, Göttingen 1756. (Digitalisat von Google Bücher)
- De praestantia argumentorum historicorum in probanda Christianae religionis, Göttingen 1756. (Digitalisat von Google Bücher)
- Ein innbrünstiges Gebet zu dem Hüter unseres Lebens in den Nöthen des Lebens Psalm CXXI,7.8. wurde durch eine darüber angestellte Betrachtung der Universitätsgemeinde am dreyzehnden Sonntage nach Trinitatis den 31. August 1760. nach einem sich zugetragnem der Universität sehr schmerzlichem Unglücksfall empfohlen und auf Verlangen dem Druck übergeben, Göttingen 1760. (Digitalisat der SUB Göttingen)
- Academiae Georgiae Avgvstae Prorector Cvm Senatv Sacra Paschalia Religiose Celebranda Civibvs Svis Indicit. Monstratur Christus thanatoktonos ad verba Hos. XIII, 14, Göttingen 1769. (Digitalisat der ULB Halle)
- Kurze Nachricht von den Lebensumständen eines zu Christo bekehrten Jüdischen Schulmeisters und Schächters Hirsch Marcus, welcher am 13. Sonntage nach Trinitatis in der St. Johannis-Kirche zu Göttingen die H. Taufe empfieng. Nebst den dabey gehaltenen geistlichen Reden und von dem Proselyten abgelegtem Glaubensbekenntniß, Göttingen 1771. (Digitalisat der SUB Göttingen)